# スペンサー・コンプトン (第8代ノーサンプトン伯爵)
第8代ノーサンプトン伯爵スペンサー・コンプトン（英語: Spencer Compton, 8th Earl of Northampton、1738年8月16日 – 1796年4月7日）は、イギリスの貴族、政治家。

## 生涯
第4代ノーサンプトン伯爵ジョージ・コンプトンの三男チャールズとメアリー・ルーシー（Mary Lucy）の次男として生まれ、1746年にウェストミンスター・スクールで教育を受けた。1756年にエンサインとして従軍、1757年に大尉に昇進、1760年に除隊した。
1761年イギリス総選挙でノーサンプトン選挙区から出馬して当選したが、1763年10月18日に兄にあたる第7代ノーサンプトン伯爵チャールズ・コンプトンが死去したため爵位を継承、庶民院議員の資格を失った。庶民院議員として発言した記録はなかったという。
宮廷職などの官職では1760年から1763年までジョージ3世の寝室宮内官を、1763年12月から1796年までノーサンプトン市裁判所判事を、1771年から1796年までノーサンプトンシャー知事を務めた。
金遣いが荒いことと1768年イギリス総選挙により多くの負債を抱え、1774年には財政上と健康上の理由により旧スイス連邦に向かい、そこで余生を過ごした。
1796年4月7日にスイスのベルンで死去、息子チャールズが爵位を継承した。

## 家族
1758年、ジェーン・ロートン（Jane Lawton、1767年11月26日没、ヘンリー・ロートンの娘）と結婚、1男1女をもうけた。
- チャールズ（1760年 – 1828年） - 第9代ノーサンプトン伯爵、後に初代ノーサンプトン侯爵に叙爵
- フランシス（1832年没） - 生涯未婚

1769年、ホファム（Hougham）という姓の女性と再婚したが、2人の間に子供はいなかった。